# 테드 휴스
테드 휴스(Edward James "Ted" Hughes, OM, OBE, 1930년 8월 17일 ~ 1998년 10월 28일)는 영국의 시인, 아동문학가이다. 1984년부터 사망할 때까지 영국 계관시인이었다.

## 서훈
- 1977년 대영제국 훈장 4등급(OBE)[1]
- 1998년 8월 10일 메리트 훈장(OM)[2]